# Irijoa (parroquia)
Irijoa (llamada oficialmente San Lourenzo de Irixoa) es una parroquia del municipio de Irijoa, en la provincia de La Coruña, Galicia, España.

## Entidades de población
Entidades de población que forman parte de la parroquia:
- Airavella (A Airavella)
- Casanova (A Casanova)
- Chavola (A Chabola)
- Mourente (A Mourente)
- Portela (A Portela)
- Aquisilde
- Cuatro Caminos (Catro Camiños)
- Currás
- Carbueiro (O Carboeiro)
- Fieital (O Fieital)
- Pazo de Irixoa (O Pazo de Irixoa)
- Penedo (O Penedo)
- Penedo (O Regueiro)
- Peijoanes (Peixoanes)
- Portosmangos
- Purriños
- Quintá

## Demografía
| Gráfica de evolución demográfica de Irijoa entre 1970 y 2018 |
|                                                              |
| Población de derecho según el padrón municipal del INE       |